# A Testimonial Dinner: The Songs of XTC
A Testimonial Dinner: The Songs of XTC è un album tributo del 1995 che include cover di canzoni degli XTC eseguite da artisti vari. Stranamente, gli XTC fanno un'apparizione nel loro stesso album tributo sotto lo pseudonimo di "Terry & the Lovemen" con il brano "The Good Things", un outtake dell'album Oranges & Lemons.

## Tracce
1. Earn Enough for Us, eseguita da Freddy Johnston - 3:29
2. Senses Working Overtime, eseguita dagli Spacehog - 3:52
3. All You Pretty Girls, eseguita dai Crash Test Dummies - 4:15
4. Wake Up, eseguita dai The Verve Pipe - 4:04
5. Making Plans for Nigel, eseguita dai The Rembrandts - 5:03
6. Dear God, eseguita da Sarah McLachlan - 3:58
7. The Man Who Sailed Around His Soul, eseguita da Rubén Blades - 4:53
8. Another Satellite, eseguita da P. Hux - 4:20
9. 25 O'Clock, eseguita dai They Might Be Giants - 4:05
10. The Good Things, eseguita dai Terry & the Lovemen - 4:42
11. Statue of Liberty, eseguita da Joe Jackson - 3:05